# 나의 히어로 아카데미아 더 무비: 두 명의 히어로
《나의 히어로 아카데미아 더 무비: 두 명의 히어로》(僕のヒーローアカデミア THE MOVIE ~2人の英雄 (ヒーロー)~, MY HERO ACADEMIA: Two Heroes)는 일본에서 제작된 나가사키 켄지 감독의 2018년 애니메이션 영화이자, 나의 히어로 아카데미아의 첫 극장판이다. 야마시타 다이키 등이 주연으로 출연하였다. 애니메 엑스포에서 2018년 7월 5일 전 세계 초연되었으며 2018년 8월 3일 일본에 극장 개봉되었다.

## 줄거리
올마이트와 미도리야 그리고 유에이 1학년 A반과 멜리사가 i-아일랜드에서 겪는 일

## 출연

### 주연
- 야마시타 다이키, 심규혁 - 미도리아 이즈쿠 역
- 오카모토 노부히코, 김현욱 - 바쿠고 카츠키 역
- 미야케 켄타, 성완경 - 올마이트 역
- 시다 미라이, 손선영 - 멜리사 실드 역
- 사쿠라 아야네, 윤미나 - 우라라카 오챠코 역
- 이시카와 카이토, 이현 -이이다 텐야 역
- 카지 유우키, 신용우 -토도로키 쇼토 역